# Nippon Telegraph and Telephone
Nippon Telegraph and Telephone Corporation (日本電信電話株式会社 Nippon Denshin Denwa Kabushiki-gaisha) (TYO: 9432
, NYSE: NTT, LSE: NPN
), almindeligvis kendt som NTT er en japansk telekommunikationsvirksomhed. Koncernen har hovedsæde i Tokyo og målt på omsætning er det Japans største telekommunikationsvirksomhed. NTT har 219.343(2012) medarbejdere..
NTT er børsnoteret på børserne i Tokyo, New York og London, men den japanske stat ejer stadig 32,6 % af aktierne. Koncernen er reguleret af NTT-loven, som kræver at NTT skal tilbyde passende og stabil telekommunikation over hele Japan.

## Historie
I 1952 blev Nippon Telegraph and Telephone Public Corporation etableret som en statsejet-monopolvirksomhed. I 1985 blev virksomheden privatiseret for at fremme konkurrencen på telekommunikationsmarkedet.  I 1987 blev NTT børsnoteret for 36,8 mia. amerikanske dollar.
Eftersom NTT ejer størstedelen af kablerne ude nær slutkunderne, så blev koncernen i 1999 delt i et holdingselskab og tre teleselskaber (NTT East, NTT West og NTT Communications). 

## Datterselskaber
NTT-koncernen består af følgende virksomheder der kan inddeles i fem segmenter. NTT East, NTT West, NTT Communications, NTT DoCoMo og NTT Data udgår de væsentligste datterselskaber. NTT DoCoMo og NTT Data er også børsnoterede selskaber.

### Regionale
- NTT East
- NTT West

### Langdistance og internationale
- NTT Communications
- NTT MSC
- Dimension Data
- Verio Inc
- NTT America
- NTT Europe
- HKNet
- Plala Networks

### Mobiltelefoni
- NTT DoCoMo (60,24 %)

### Data (systemintegration)
- NTT Data
- NTT Comware
- NTT Software
- NTT IT

### Informationssikkerhed
- NTT Com Security (tidligere Integralis)[8]

## R&D faciliteter[9]
- Service innovation Laboratory Group
  - Service evolution Laboratories
  - Media intelligence Laboratories (Yokosuka)
  - Software innovation center (Yokosuka)
  - Secure Platform Laboratories
- Information Network Laboratory Group
  - Network technology Laboratories(Musashino)
  - Network Service Systems Laboratories (Musashino)
  - Access Network Service Systems Laboratories (Tsukuba and Yokosuka)
  - Energy and Environment Systems Laboratories (Atsugi)
- Science and Core Technology Laboratory Group
  - Network Innovation Laboratories (Yokosuka)
  - Microsystem Integration Laboratories (Atsugi)
  - Photonics Laboratories (Atsugi)
  - Communication Science Laboratories (Keihanna)
  - Basic Research Laboratories (Atsugi)